# Goldene Mark

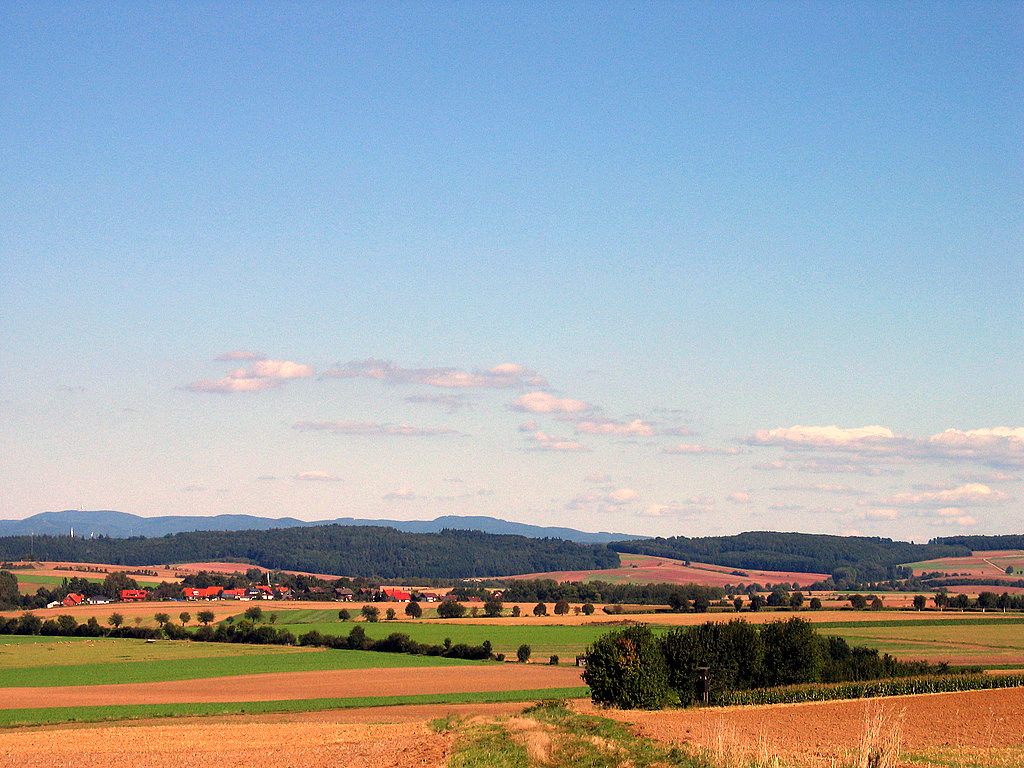
Goldene Mark zwischen Seeburger See und Obernfeld

Als Goldene Mark wird ein Teil des Untereichsfeldes bzw. Eichsfelder Beckens im südlichen Niedersachsen bezeichnet. Die größten Ortschaften sind Duderstadt am südöstlichen sowie Gieboldehausen am nördlichen Rand.

## Geographische Lage

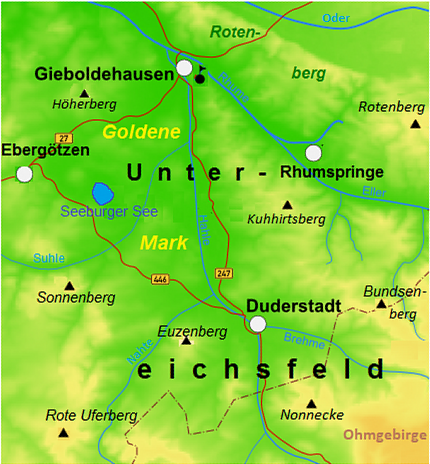
Die Landschaft der Goldenen Mark innerhalb des Eichsfelder Beckens

Die Goldene Mark als geographisches Objekt umfasst im engeren Sinne die fruchtbaren Niederungen des Eichsfelder Beckens entlang des Hahletales zwischen Duderstadt im Süden, dem Seeburger See im mittleren Westen und Gieboldehausen im Norden. Im Osten, Süden und Westen wird sie von höher gelegenen, meist bewaldeten Hügelkämmen begrenzt. Zahlreiche kleine Zuflüsse der Hahle, wie die Suhle (mit der Aue und dem Ellerbach) und die Nathe entwässern das Becken. Die Höhenlagen der Beckenlandschaft reichen von etwa 160–190 m in den Niederungen des Hahletales bis etwa 240–280 m auf den solitären Bergkuppen, wie dem Höherberg und Euzenberg.
Namentlich genannt wird die Landschaft allerdings nur in wenigen topographischen und einigen touristischen Kartenwerken.

## Historische Besonderheiten

### Mark Duderstadt

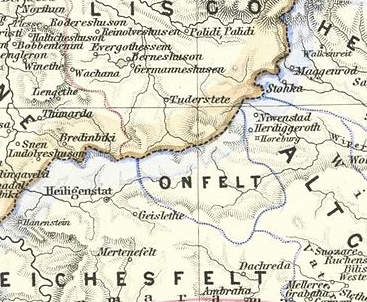
Die Mark Duderstadt am südlichen Rand des Liesgaues an der Grenze zum thüringischen Stammesgebiet

Im Frühmittelalter war die Gegend des heutigen Untereichsfeldes zum Schutz durch eine Landwehr und eine Reihe von Wallburgen umgeben. Die noch im 13. Jahrhundert als Mark Duderstadt bezeichnete Landschaft war ein historisches Territorium. Sie umfasste die Orte um Duderstadt bis zum Sohlbachtal und Sonnenstein im Osten, bis nahe Worbis im Süden und bis zum Seeburger See im Nordwesten. Vermutlich war die Mark Duderstadt kein eigenständiger Gau, möglicherweise ein Teil des Liesgaues und bezeichnet eine Grenzmark zwischen Sachsen und Thüringen. Benachbarte Gaue waren der Helmegau im Nordosten, der Ohmfeldgau im Südosten, der Eichsfeldgau im Süden, der Leinegau im Westen. Welche Orte zur Mark Duderstadt gehörten, ist nicht genau bekannt.
Besiedelt war die Region um Duderstadt vermutlich zunächst von chattischen Volksgruppen, kam unter hermandurischen Einfluss und gehörte bis zum Jahr 531 zum Königreich Thüringen, das die Franken in ihr Reich eingliederten. Kirchenrechtlich kam die Gegend ab dem 8. Jahrhundert zum Erzbistum Mainz. Im 9. Jahrhundert wurde der fränkische Einfluss zurückgedrängt und sächsische Adlige wie die Immedinger erwarben hier Besitzungen und nachfolgend die sächsischen Könige. Heinrich I. aus dem Geschlecht der Liudolfinger bestimmte in einer Urkunde vom 16. September 929 (die Mark) Duderstadt, Quedlinburg, Pöhlde, Nordhausen und Grone als Witwengut für seine Gemahlin Mathilde an. Nach ihrem Tod 968 ging die Mark Duderstadt wieder an ihren Sohn Otto. Kaiser Otto II schenkte die Mark Duderstadt 974 dem Stift Quedlinburg. Im Jahre 974 wird Duderstadt in der Grafschaft Bernhards (Duderstedi in comitatu Bernhardi comitis situm) aber ohne Gaubezeichnung erwähnt. Möglicherweise handelt es sich bei „Bernhard“ um den Pfalzgrafen der Pfalz Grone. Die aus der südlichen Harzgegend stammenden Grafen von Lutterberg hatten als Quedlinburgische Vasallen umfangreichen Lehnsbesitz in der gesamten Region, so auch in der Goldenen Mark. 
Das Stift Quedlinburg belehnte 1236 den Landgrafen Heinrich von Thüringen mit der Mark und ab 1247 Herzog Otto von Braunschweig. In dieser Zeit taucht erstmals der Begriff Mark Duderstadt auf (1184 und 1203 als „Territorium Duderstadt“ und 1238 „in marchia Duderstadensi“). Dann war die Mark über hundert Jahre in welfischen Besitz. Von 1334 bis 1336 gelangte die Mark und das benachbarte Amt Gieboldehausen dann schrittweise zum kurmainzischen Eichsfeld. Aus der Mark Duderstadt wurde das kurmainzische Amt Duderstadt, die südlichen Gebiete um Teistungen gehörten später zum adligen Gerichtsbezirk derer von Westernhagen.

### Goldene Mark
Im 14. Jahrhundert verschwand der Name Mark Duderstadt und die Herzöge von Braunschweig-Grubenhagen führten den Begriff der Goldene Mark (1321 marchie aurea) in ihrem Siegel. Dies ist eine Bezeichnung, die auf die Fruchtbarkeit ihrer lößhaltigen Böden zurückgeht. Herzog Heinrich II. von Grubenhagen und seine zweite Frau Heilwig führten in ihren Wappen unter anderem die Bezeichnung Herr(in) der Goldenen Mark. Im 14. und 15. Jahrhundert wurde die Goldene Mark noch in Lehnbriefen des Stiftes Quedlinburg genannt.
Sowohl die Mark Duderstadt, als auch die Goldene Mark bezeichneten einen mittelalterlichen Amtsbezirk, der nur den südlichen Teil des Untereichsfeldes umfasste. Die nördlich angrenzenden Gebiete um Gieboldehausen bis nach Lindau gehörten nicht zur sogenannten Mark. Ab Ende des 15. Jahrhunderts, nach Inbesitznahme der Ämter Duderstadt und Gieboldehausen durch Kurmainz, verliert sich der Name Goldene Mark aus den Quellen. An seine Stelle tritt die Bezeichnung Untereichsfeld, im Gegensatz zum höhergelegenen Obereichsfeld. Seit dem 18. Jahrhundert wird dann wieder der Begriff Goldene Mark verwendet, jetzt allerdings für das ganze Untereichsfeld, später nur noch für den Landkreis Duderstadt.

## Heimatverein "Goldene Mark" (Untereichsfeld)
Von der Goldenen Mark leitet auch der Heimatverein Goldene Mark (Untereichsfeld) e. V. seinen Namen ab. Der Verein wurde im Januar 1950 von Heimatfreunden aus dem damaligen Landkreis Duderstadt gegründet. Die Heimatpflege begann im Untereichsfeld mit dem "Katholischen Lehrerverein der Diözese Hildesheim" und ab Februar 1906 mit dem "Heimatkundlichen Verein Untereichsfeld". Im gleichen Jahr wurde im Obereichsfeld der "Verein für Eichsfeldische Heimatkunde" gegründet. Beide Vereine schlossen sich 1916 zusammen und die Untereichsfelder bildeten eine Untergruppe im Gesamtverein. Die Untergruppe Untereichsfeld existierte nur noch bis etwa 1935, der Gesamtverein stellte die Arbeit während des Zweiten Weltkrieges ein. Mit der Einteilung Deutschlands 1945 in verschiedene Besatzungszonen und der Gründung beider deutschen Staaten 1949 konnte eine gemeinsame Heimatarbeit nicht mehr aufgenommen werden. So wurde schließlich der Heimatverein Goldene Mark für das Gebiet des Landkreises Duderstadt gegründet. 
Der Verein kümmerte sich um die Wiedereinrichtung des Heimatmuseums Duderstadt nach dem Zweiten Weltkrieg. Er brachte von 1950 bis 1991 die viermal im Jahr erscheinende Heimatzeitschrift „Die Goldene Mark“ heraus. Diese wurde nach der Wiedervereinigung eingestellt. Der Heimatverein ist Initiator und Mitherausgeber des „Eichsfeld-Jahrbuches“, das seit 1993 für das gesamte Eichsfeld erscheint. Weitere Aufgabenbereiche sind die Heimatforschung und Heimatpflege, sowie Veranstaltungen und Zusammenarbeit mit anderen Institutionen. Vereinsvorsitzende waren Bernhard Otto bis 1981, Helmut Bömeke bis 2022 und aktuell Gerold Wucherpfennig.
Ehrenmitglieder des Heimatvereins sind seit 2012 Helmut Bömeke (1942–2024) und seit 2021 Helmut Mecke.

## Natur
Die durch Auslaugung der unter dem Buntsandstein gelegenen Zechsteinlager entstandene Beckenlandschaft wird durch kleine Erhebungen und Hügel aufgelockert. Die lößbedeckten Niederungen sind sehr fruchtbar und werden daher überwiegend landwirtschaftlich genutzt. Waldflächen sind dagegen nur noch im geringen Umfang vorhanden (z. B. am Pferdeberg). Folgende Schutzgebiete gibt es hier:
- LSG Untereichsfeld
- NSG Seeburger See (mit seltenen Tier- und Pflanzenarten).
- Teil des Naturschutzgroßprojektes Eichsfeld-Werratal (Rhume-Ellersystem)[16]

## Sehenswürdigkeiten

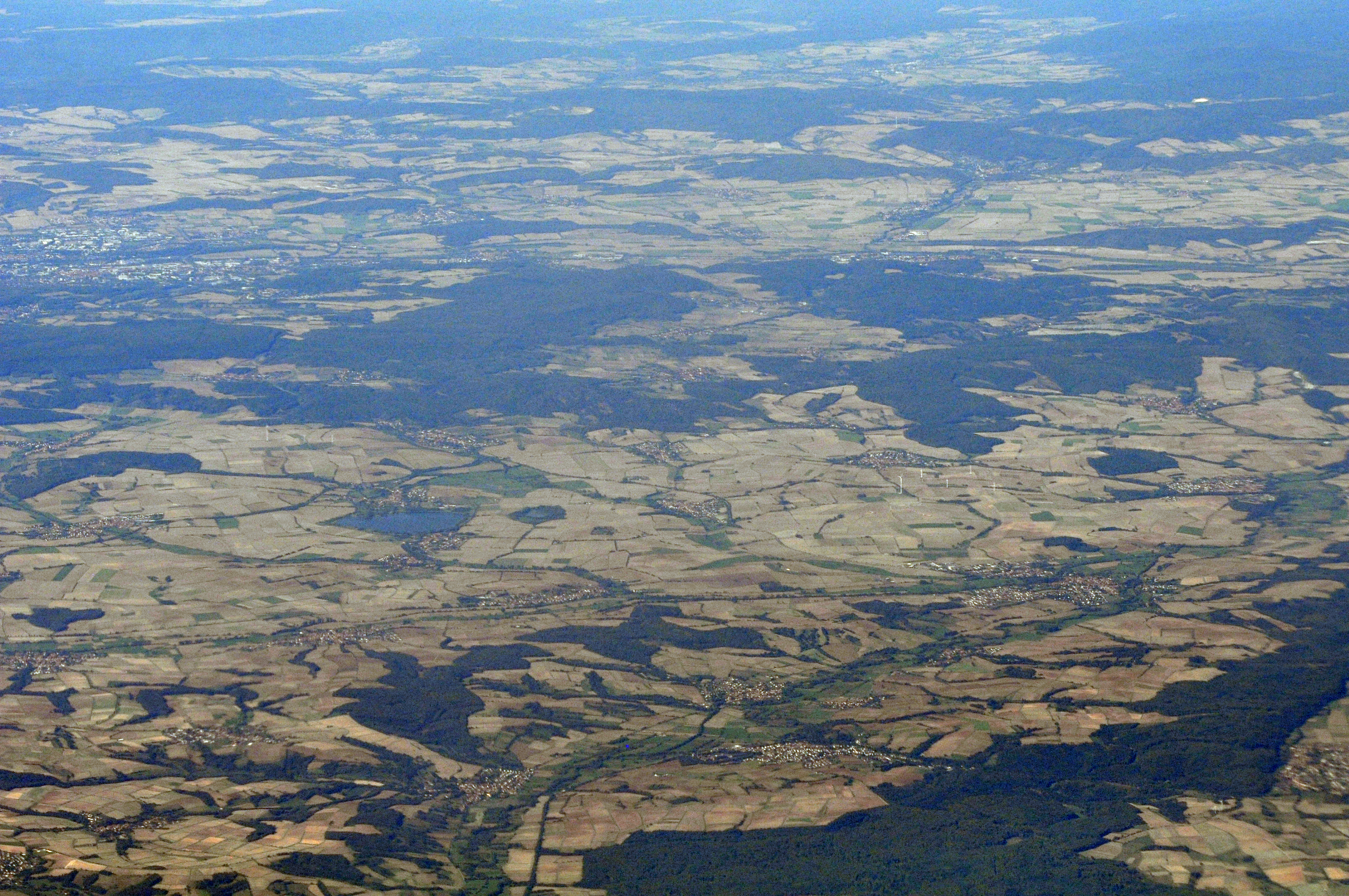
Der Seeburger See und die Goldene Mark aus der Luft

Die zentrale Beckenlandschaft der Goldenen Mark weist auf Grund ihres sanft welligen Geländes ein umfangreiches Radwegenetz auf und ist daher auch gut für Kinder geeignet. Hier lassen sich zahlreiche Sehenswürdigkeiten besichtigen:
- Historische Altstadt von Duderstadt
- Grenzlandmuseum in Teistungen
- West-Östliches Tor bei Ecklingerode
- Europäisches Brotmuseum und Wilhelm-Busch-Mühle in Ebergötzen
- Schloss in Gieboldehausen
- Euzenbergwarte
- Wallfahrtskapelle auf dem Höherberg
- Natur- und Informationszentrum Seeburger See
- Naturschutzgebiete Seeanger und Lutteranger bei Seeburg
- Wallfahrtsort Germershausen mit dem Augustinerkloster und dem Gnadenbild Maria in der Wiese
- geodätischer Mittelpunkt Deutschlands in Krebeck